# Бонбоньєрка (яйце Фаберже)
Великоднє яйце «Бонбоньєрка» з колекції родини Кельх — ювелірний виріб, виготовлений у 1903 році фірмою Карла Фаберже на замовлення російського промисловця Олександра Фердинандовича Кельха, який подарував його своїй дружині Варварі Петровні Базановій-Кельх.